# لين جوردن
لين جوردن (بالإنجليزية: Len Jordan)‏ هو لاعب دوري الرغبي نيوزلندي، ولد في 24 يناير 1920، وتوفي في 6 نوفمبر 2014 في تاكابونا ‏ في نيوزيلندا.